# Monochamus
Monochamus es un género de escarabajos longicornios de la familia Cerambycidae.
Estos escarabajos aserradores infectan troncos de pino recién cortados, pueden causar una pérdida de valor del 30 al 40% debido a los túneles que perforan sus larvas. Es importante procesar los troncos a las pocas semanas de cortarlos o almacenarlos en agua para minimizar el daño. Se sabe que algunas especies transportan nematodos foréticos de Bursaphelenchus, incluido Bursaphelenchus xylophilus, que causa la enfermedad del marchitamiento de los pinos.

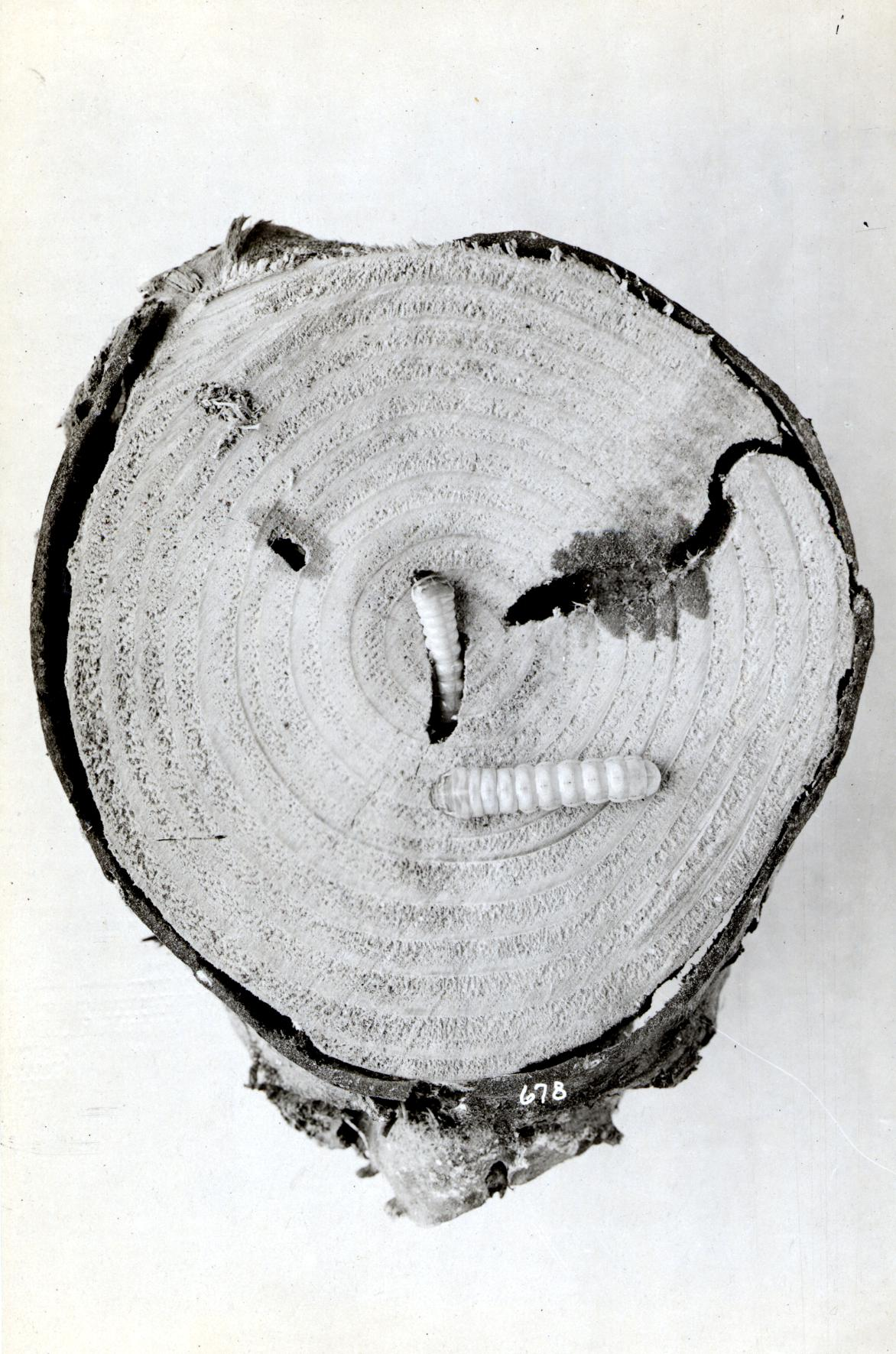
Monochamus maculosus larva

## Especies
- Monochamus abruptus Holzschuh, 2015
- Monochamus accri (Dillon & Dillon, 1959)
- Monochamus adamitus Thomson, 1857
- Monochamus affinis Breuning, 1938
- Monochamus alboapicalis (Pic, 1934)
- Monochamus alboscutellaris Breuning, 1977
- Monochamus alternatus Hope, 1842
- Monochamus aparus (Jordan, 1903)
- Monochamus asiaticus (Hayashi, 1962)
- Monochamus asper Breuning, 1935
- Monochamus atrocoeruleogriseus Gilmour, 1956
- Monochamus balteatus Aurivillius, 1903
- Monochamus basifossulatus Breuning, 1938
- Monochamus basigranulatus Breuning, 1952
- Monochamus basilewskyi Breuning, 1952
- Monochamus benito (Dillon & Dillon, 1959)
- Monochamus bialbomaculatus Breuning, 1948
- Monochamus bimaculatus Gahan, 1888
- Monochamus binigricollis Breuning, 1965
- Monochamus binigromaculatus Breuning, 1959
- Monochamus blairi (Breuning, 1936)
- Monochamus bootangensis Breuning, 1947
- Monochamus borchmanni Breuning, 1959
- Monochamus buquetii (Thomson, 1858)
- Monochamus burgeoni Breuning, 1935
- Monochamus camerunensis Aurivillius, 1903
- Monochamus carolinensis (Olivier, 1792)
- Monochamus clamator (LeConte, 1852)
- Monochamus conradti Breuning, 1961
- Monochamus convexicollis Gressitt, 1942
- Monochamus dayremi Breuning, 1935
- Monochamus densepunctatus Breuning, 1980
- Monochamus dentator (Fabricius, 1793)
- Monochamus desperatus Thomson, 1857
- Monochamus diores (Dillon & Dillon, 1959)
- Monochamus dubius (Gahan, 1894)
- Monochamus fisheri Breuning, 1944
- Monochamus flavosignatus Breuning, 1947
- Monochamus flavovittatus Breuning, 1935
- Monochamus foraminosus Holzschuh, 2015
- Monochamus foveatus Breuning, 1961
- Monochamus foveolatus Hintz, 1911
- Monochamus franzae (Dillon & Dillon, 1959)
- Monochamus galloprovincialis (Olivier, 1795)
- Monochamus gardneri Breuning, 1938
- Monochamus grandis Waterhouse, 1881
- Monochamus granulipennis Breuning, 1949
- Monochamus gravidus (Pascoe, 1858)
- Monochamus griseoplagiatus Thomson, 1858
- Monochamus guerryi Pic, 1903
- Monochamus guttulatus Gressitt, 1951
- Monochamus impluviatus Motschulsky, 1859
- Monochamus inexpectatus Breuning, 1935
- Monochamus irrorator (Chevrolat, 1855)
- Monochamus itzingeri Breuning, 1935
- Monochamus jordani Nonfried, 1894
- Monochamus karlitzingeri Tavakilian & Jiroux, 2015
- Monochamus kashitu (Dillon & Dillon, 1959)
- Monochamus kaszabi Heyrovský, 1955
- Monochamus kinabaluensis Hüdepohl, 1996
- Monochamus kivuensis Breuning, 1938
- Monochamus laevis Jordan, 1903
- Monochamus lamottei Lepesme & Breuning, 1952
- Monochamus latefasciatus Breuning, 1944
- Monochamus lepesmei Breuning, 1956
- Monochamus lineolatus (Dillon & Dillon, 1959)
- Monochamus lunifer (Aurivillius, 1891)
- Monochamus luteodispersus Pic, 1927
- Monochamus maculosus Haldeman, 1847
- Monochamus marmorator Kirby in Richardson, 1837
- Monochamus maruokai Hayashi, 1962
- Monochamus masaoi Kusama & Takakuwa, 1984
- Monochamus mausoni Breuning, 1950
- Monochamus mbai Lepesme & Breuning, 1953
- Monochamus mediomaculatus Breuning, 1935
- Monochamus melaleucus Jordan, 1903
- Monochamus mexicanus (Breuning, 1950)
- Monochamus millegranus Bates, 1891
- Monochamus murinus (Gahan, 1888)
- Monochamus nigrobasimaculatus Breuning, 1981
- Monochamus nigromaculatus Gressitt, 1942
- Monochamus nigromaculicollis Breuning, 1974
- Monochamus nigroplagiatus Breuning, 1935
- Monochamus nigrovittatus Breuning, 1938
- Monochamus nitens Bates, 1884
- Monochamus notatus (Drury, 1773)
- Monochamus obtusus Casey, 1891
- Monochamus ochreomarmoratus Breuning, 1960
- Monochamus ochreopunctatus Breuning, 1980
- Monochamus ochreosparsus Breuning, 1959
- Monochamus ochreosticticus Breuning, 1938
- Monochamus olivaceus Breuning, 1935
- Monochamus omias Jordan, 1903
- Monochamus pentagonus Báguena, 1952
- Monochamus pheretes (Dillon & Dillon, 1961)
- Monochamus philomenus (Dillon & Dillon, 1959)
- Monochamus pictor (Bates, 1884)
- Monochamus principis Breuning, 1956
- Monochamus pseudotuberosus Breuning, 1936
- Monochamus quadriplagiatus Breuning, 1935
- Monochamus rectus Holzschuh, 2015
- Monochamus regularis (Aurivillius, 1924)
- Monochamus reticulatus (Dillon & Dillon, 1959)
- Monochamus rhodesianus Gilmour, 1956
- Monochamus roveroi Teocchi, Sudre & Jiroux, 2015
- Monochamus rubiginosus Teocchi, Sudre & Jiroux, 2014
- Monochamus ruspator (Fabricius, 1781)
- Monochamus saltuarius Gebler, 1830
- Monochamus sargi (Bates, 1885)
- Monochamus sartor (Fabricius, 1787)
- Monochamus scabiosus (Quedenfeldt, 1882)
- Monochamus scutellatus (Say, 1824)
- Monochamus semicirculus Báguena, 1952
- Monochamus semigranulatus (Pic, 1925)
- Monochamus serratus (Gahan, 1906)
- Monochamus shembaganurensis Breuning, 1979
- Monochamus similis Breuning, 1938
- Monochamus sparsutus Fairmaire, 1889
- Monochamus spectabilis (Perroud, 1855)
- Monochamus strandi Breuning, 1939
- Monochamus stuhlmanni Kolbe, 1894
- Monochamus subconvexicollis Breuning, 1967
- Monochamus subcribrosus Breuning, 1950
- Monochamus subfasciatus (Bates, 1873)
- Monochamus subgranulipennis Breuning, 1974
- Monochamus subtriangularis Breuning, 1971
- Monochamus sutor (Linnaeus, 1758)
- Monochamus taiheizanensis Mitono, 1943
- Monochamus talianus Pic, 1912
- Monochamus thoas (Dillon & Dillon, 1961)
- Monochamus thomsoni (Chevrolat, 1855)
- Monochamus titillator (Fabricius, 1775)
- Monochamus tonkinensis Breuning, 1935
- Monochamus transvaaliensis Gilmour, 1956
- Monochamus triangularis Breuning, 1935
- Monochamus tridentatus Chevrolat, 1833
- Monochamus tropicalis (Dillon & Dillon, 1961)
- Monochamus urussovii (Fischer-Waldheim, 1806)
- Monochamus vagus (Gahan, 1888)
- Monochamus variegatus (Aurivillius, 1925)
- Monochamus verticalis (Fairmaire, 1901)
- Monochamus villiersi Breuning, 1960
- Monochamus x-fulvum Bates, 1884